# Braspol
Braspol – Centralna Reprezentacja Wspólnoty Brazylijsko-Polskiej. Organizacja założona w Kurytybie 27 stycznia 1990 roku. Podstawą działania są zasoby polskiej kultury z racji pochodzenia dziedzictwo stworzone na ziemi brazylijskiej przez pokolenia polskich kolonizatorów. 
Prezesem Braspolu jest Rizio Wachowicz.
W dniu 6 maja 2012 r. w Salvadorze odbyły się wybory nowego zarządu oddziału Braspol Bahia. Prezesem został Maciej Maria Białkowski, a sekretarzem Ana Lúcia Ratajczyk.
Po prawie czterech latach, zwolnił funkcję kierowniczą, dotychczasowy prezes Braspol Bahia. Funkcję prezesa po głosowaniu, objął Marcin Marek Lewandowski z Salvadoru.